# Fascio rivoluzionario d'azione internazionalista
O Fascio rivoluzionario d'azione internazionalista foi um manifesto político programático que defendia a participação da Itália na Primeira Guerra Mundial ao lado da Tríplice Entente contra as Potências Centrais. Foi elaborado em 5 de outubro de 1914 por Angelo Oliviero Olivetti e outros revolucionários intervencionistas e sindicalistas da Unione Sindacale Italiana. A utilidade da Primeira Guerra Mundial foi afirmada como um momento histórico indispensável para o desenvolvimento de sociedades mais avançadas no sentido político-social. O manifesto teve sua aplicação política no Fascio d'azione rivoluzionaria.
A comissão promotora foi composta por: Decio Bacchi, Michele Bianchi, Ugo Clerici, Filippo Corridoni, Amilcare De Ambris, Attilio Deffenu, Aurelio Galassi, Angelo Oliviero Olivetti, Decio Papa, Cesare Rossi, Silvio Rossi, Sincere Rugarli e Libero Tancredi.